# Bykovaite
La bykovaite è un minerale.